# NGC 4087
NGC 4087 је елиптична галаксија у сазвежђу Хидра која се налази на NGC листи објеката дубоког неба.
Деклинација објекта је - 26° 31' 20" а ректасцензија 12h 5m 35,3s. Привидна величина (магнитуда) објекта NGC 4087 износи 12,1 а фотографска магнитуда 13,1. Налази се на удаљености од 43,873 милиона парсека од Сунца. NGC 4087 је још познат и под ознакама ESO 505-10, MCG -4-29-5, PGC 38303.